# Ashabi
Ashabi (arabsko: Ṣaḥābah) v prevodu pomeni prijatelji in v islamski terminologiji je s to besedo mišljeno na prijatelje preroka Mohameda.

## Definicija
Za ashabe, veljajo za večino muslimanov vsi tisti, ki so v svojem življenju poznali ali videli preroka Mohameda, bili njegovi bližnji, mu sledili kot preroku in umrli kot muslimani. Vendar je najbolj okvirna in groba definicija ta, da so to vsi tisti, ki so imeli kontakt z njim in so bili muslimani. 

Seznam najbolj znanih in uglednih ashabov pa je dolg kakšnih 50-60 oseb, med katerimi so prerokovi najbližji (družina) in njegovi dobri prijatelji. 

Mnoge od njih so kasneje identificirali kasnejši islamski učenjaki, ter tudi zbrali njihove biografije kot je to storil Muhammed ibn Sad v knjigi Kitāb at-Tabāqat al-Kabīr.

## Število
Nekateri muslimani trdijo da je bilo število ashabov okrog sto tisoč. Zadnja pridiga, ki jo je prerok Mohamed izvedel je bila ko je zadnjič opravil romanje (hadž) v Meko. Nekateri trdijo, da je takrat pridigi prisostvovalo okrog 124 000 ljudi. 

## Pomen
V islamskem svetu je od velikega pomena identifikacija in dobro poznavanje biografij ashabov, zaradi njihovega pričanja skozi hadis-e, ki so ena od pomembnih vlog pri razumevanju islamske zgodovine in prakse. 

Eno od pričanj (hadis) o tem kaj je prerok Mohamed povedal se tudi nanaša na ashabe in se glasi: da je eden od ashabov Abd-Allaah ibn Mas’ood slišal preroka Mohameda povedati sledeče: "Najboljši ljudje so moja generacija, nato tisti ki pridejo za njo, nato tisti ki pridejo še za njo.".

## Najbolj znani ashabi
- Abu Bakr (Abū Bakr as-Siddīq), eden od prvih muslimanov, dober prijatelj preroka Mohameda in kasneje po smrti preroka tudi prvi kalifa.
- Omar (Ommar ibn al Hattab), eden od prvih muslimanov, kasneje drugi kalif po smrti Abu Bakra.
- Osman (Osman ibn Affan), po smrti Omarja, je postal 3. kalif.
- Ali (Ali ibn Ebi-Talib), prerokov sorodnik in zet po hčerki Fatimi, prvi otrok, ki je sprejel Islam, saj je imel komaj 10 let takrat in eden od Ehlul Bejt. Kasneje po smrti Osmana je prevzel kalifat in postal 4. kalif. Šiiti ga priznavajo kot prvega Imama ter njega in njegove potomke kot edine pravične naslednika preroka Mohameda.
- Fatima (Fatima ibn Muhammed), hčerka preroka Mohameda, ki velja pri muslimanih za velik zgled za ženske in tudi moške. V Koranu je omenjena kot ena od treh najboljših žensk, ki so in bodo živele na svetu, med njimi je tudi Marija (Merjem), Jezusova mati.